# Меламед, Виктор Александрович
Виктор Александрович Меламед (род. 4 октября 1977, Москва) — российский книжно-журнальный иллюстратор, карикатурист.

## Образование
В 1990-е годы учился в МИИТе (МГУПС) по специальности «бухучёт на железной дороге» и на художника-мультипликатора студии «Пилот», позже четыре года брал частные уроки рисунка у художника Ирины Захаровой, специализирующейся на подготовке абитуриентов в МГУП. В конце 2000-х годов получил заочное высшее образование в Университете Хартфордшира (степень магистра искусств).

## Работа
В начале 2000-х годов работал дизайнером в рекламной службе «Комсомольской правды», позже, в качестве фрилансера, оформлял газетно-журнальную продукцию, среди которой были New Yorker, Rolling Stone, газета «Коммерсант», журнал «Эксперт». Создал десятки обложек для книг издательства «Эксмо», работая там штатным художником. Занимался дизайном среды, также пробовал себя в арт-менеджменте и переводах романов с английского.
В 2010-е годы приобрёл достаточную известность в художественной среде, приглашён в московское частное образовательное учреждение «Британская школа дизайна» вести курс «Иллюстрация» в качестве преподавателя. Являлся иллюстратором и членом жюри «ММФР Red Apple», в составе жюри из популярных дизайнеров, к примеру, с Дмитрием Барбанелем и Софией Фостер-Димино, судил и другие конкурсы. У Виктора проходили и небольшие персональные выставки. Кроме того, Меламед проводил семинары в «Студии Артемия Лебедева», создавал тематические образовательные программы, участвовал в профессиональных дискуссиях, замечен в культурных обзорах СМИ.

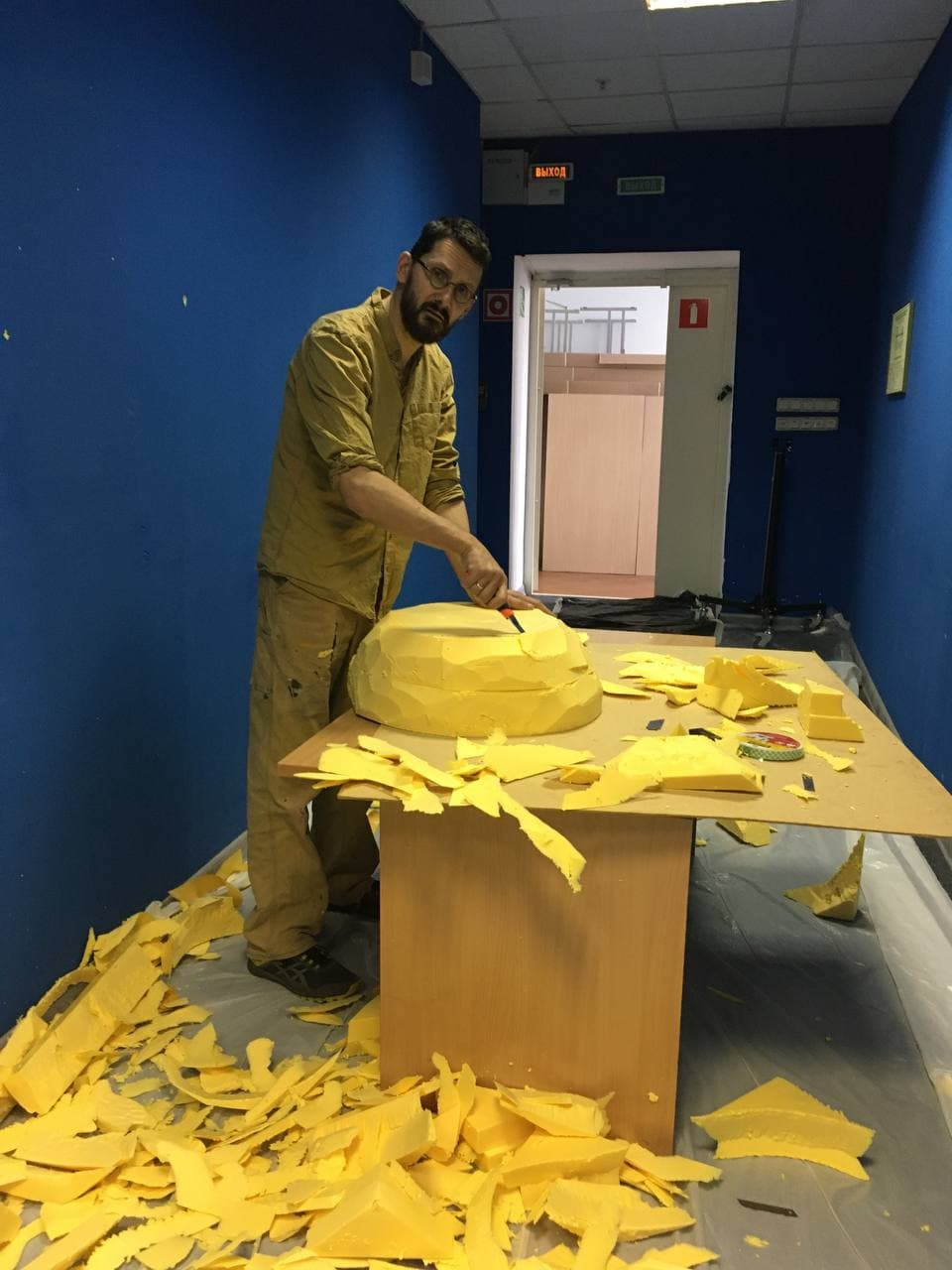
Подготовка инсталляции к фестивалю «Космическая диковинка», апрель 2021, Центральная библиотека им. Н. А. Некрасова

Недолгое время был арт-директором издательства «Самокат».
С началом российского вторжения на Украину стал рисовать портреты погибших на территории атакованной страны мирных жителей, в частности узника концлагерей Бориса Романченко, погибшего под российским артобстрелом Харькова.

## Оценки
Работы художника входили в ежегодные рейтинги, составленные критиком Сергеем Серовым и журналом «Как». Получил высокую оценку художника Гуровича за серию «пластилиновых» плакатов для Кинотавра, выполненных в 2007 году.

## Методы
В начале творческого пути, иллюстрации рисовал, преимущественно, на компьютере в Adobe Photoshop используя планшет Wacom, реже — на бумаге, однако, являлся активным противником обрисовывания («подкладывания») фотографии, основным источником материала называл Google Images, кроме того, Виктор иногда использует в графическом дизайне скульптурные элементы, к примеру, изображения кукол, масок и иных прикладных объектов.

«Нет ничего интереснее, чем рисовать портреты», — признаётся Меламед. Его техника — ошарашить читателей, посмотрев на, казалось бы, совсем знакомые фигуры под необычным углом. Поэтому Жанна Агузарова распадается на черные и оранжевые треугольники, Борис Гребенщиков превращается совершенно сэлинджеровского парня, сидящего, к тому же, в поле среди колосьев; а Майкл Джексон завивается в изысканную чёрно-белую виньетку. Текстового сопровождения почти нет, за исключением авторского предисловия и подписей к портретам. Можно переключать треки, перелистывать музыку, слушать и смотреть.

«Мой рецепт портрета — по крайней мере, важный ингредиент — ничего не знать заранее, — продолжает Меламед. — Подменяя изучение героя конструктором из знакомых формул, можно так и не узнать, что нос бывает одновременно и курносый, и крючком, как у Майкла Джиры, глаза — одновременно томные и навыкате, как у Бликсы Баргельда…» Сходство, по мнению дизайнера, важно, но «портрет не может держаться на нём одном»: «Я знаю точно, что во всех этих портретах есть кроме сходства что-то ещё… Хотелось бы думать, что это музыка».— «Комикс как искусство: 9 графических книг для осеннего чтения», «Фонтанка.ру» от 01 ноября 2017.

## Писательский дебют
Книга «ПГТ ДИКСОН» попала в шорт-лист литературной премии «Дар» в 2025 году.